# Maitreya (X-Files)
Maitreya (First Person Shooter) est le 13e épisode de la saison 7 de la série télévisée X-Files. Dans cet épisode, les Lone Gunmen font appel à Mulder et Scully lorsque des participants à un jeu de tir à la première personne dans un environnement de réalité virtuelle sont tués par un personnage du jeu.
Cet épisode, caractérisé par ses effets spéciaux très coûteux pour la série, a obtenu des critiques plutôt défavorables mais a remporté deux Primetime Emmy Awards.

## Résumé
Trois hommes, équipés d'armes et d'armures futuristes, entrent dans l'espace virtuel du jeu First Person Shooter. Arrivé au deuxième niveau, l'un des joueurs rencontre un personnage féminin habillé en cuir qui se présente sous le nom de Maitreya et le tue avec un fusil à silex. Les Lone Gunmen, qui travaillent comme consultants pour le jeu, font appel à Mulder et Scully pour qu'ils enquêtent sur cette mort étrange. Les deux agents arrivent au siège de la société First Person Shooter, situé dans la région d'Inland Empire, en Californie, et rencontrent Ivan et Phoebe, les développeurs du jeu. Ceux-ci prétendent qu'il n'y a aucun moyen pour qu'une arme véritable ait été introduite dans le jeu mais une image sur ordinateur montre le personnage féminin tuer le joueur. Mulder fait imprimer l'image du personnage et la transmet à la police.
Un célèbre hacker entre dans le jeu pour éliminer Maitreya mais cette dernière le décapite avec une épée médiévale. Plus tard, la police de Los Angeles arrête une strip-teaseuse du nom d'Ange Bleu Rémanence correspondant au signalement donné par Mulder. Interrogée par Mulder et Scully, elle leur apprend qu'elle a été payée pour que son corps soit scanné dans un centre d'imagerie médicale. Les Lone Gunmen se retrouvent ensuite piégés dans le jeu. Mulder les rejoint et poursuit Maitreya. Pendant ce temps, Phoebe avoue à Scully que c'est elle qui a créé Maitreya en tant qu'exutoire féminin dans l'environnement chargé en testostérone de First Person Shooter mais que le personnage s'est échappé de l'espace personnel de Phoebe pour entrer dans le jeu.
Alors que Mulder est en difficulté, Scully le rejoint pour l'aider. Leur situation demeurant périlleuse, Phoebe donne aux Lone Gunmen le code pour arrêter le jeu malgré l'opposition d'Ivan car ce code supprime le programme tout entier. Le jeu est alors détruit, et Maitreya avec lui. Phoebe et les Lone Gunmen retrouvent Mulder et Scully, alors qu'Ivan voit apparaître sur un écran un personnage habillé comme Maitreya mais ayant le visage de Phoebe.

## Distribution
- David Duchovny : Fox Mulder
- Gillian Anderson : Dana Scully
- Krista Allen : Maitreya / Ange Bleu Rémanence
- Jamie Marsh : Ivan Martinez
- Constance Zimmer : Phoebe
- Tom Braidwood : Melvin Frohike
- Dean Haglund : Richard Langly
- Bruce Harwood : John Fitzgerald Byers
- Billy Ray Gallion : Retro

## Production
Maitreya est le deuxième scénario coécrit pour X-Files par les écrivains William Gibson et Tom Maddox après celui de l'épisode Clic mortel. Gibson et Maddox présentent d'abord les deux premiers actes du scénario à Chris Carter et Frank Spotnitz, qui procèdent à quelques réécritures, puis reviennent avec les trois actes suivants. Les deux écrivains, qui apprécient beaucoup les personnages des Lone Gunmen, leur donnent un rôle important dans leur histoire.
Selon Chris Carter, l'étape la plus ardue de la production a été de trouver une actrice appropriée pour le rôle de Maitreya. Le directeur du casting Rick Millikan cherche dans le milieu des strip-teaseuses, ainsi que des actrices de films érotiques et pornographiques, avant d'engager Krista Allen. Carter trouve initialement que l'actrice a un aspect « trop sain » pour le rôle avant d'être convaincu lors du tournage. La gymnaste Dana Heath est engagée pour les séries d'appuis renversés effectués par Maitreya, et une équipe de quatorze cascadeurs est nécessaire pour les scènes de combat à moto.
Les idées de Gibson et Maddox se révèlent difficiles à retranscrire à l'écran et les effets spéciaux nécessaires à l'épisode provoquent un dépassement du budget. Les dépenses sont alors limitées par le prêt de certains designs par des compagnies de jeux vidéo qui sont ensuite légèrement modifiés par les décorateurs de la série. La scène avec le tank est entièrement créée avec des effets spéciaux numériques.

## Accueil

### Audiences
Lors de sa première diffusion aux États-Unis, l'épisode réalise un score de 9,3 sur l'échelle de Nielsen, avec 13 % de parts de marché, et est regardé par 15,31 millions de téléspectateurs. La promotion télévisée de l'épisode est réalisée avec le slogan « Tonight, Mulder and Scully must track down a video game killer whose killing spree is real » (en français « Ce soir, Mulder et Scully doivent trouver un tueur de jeu vidéo dont la folie meurtrière est bien réelle »).

### Accueil critique
L'épisode reçoit un accueil plutôt défavorable de la critique. Parmi les critiques positives, le site Le Monde des Avengers lui donne la note de 3/4.
Plus mitigé, Rich Rosell, du site Digitally Obsessed, lui donne la note de 2,5/5.
Du côté des critiques négatives, Todd VanDerWerff, du site The A.V. Club, lui donne la note de D-. Dans leur livre sur la série, Robert Shearman et Lars Pearson lui donnent la note de 1/5.

### Distinctions
L'épisode a remporté en 2000 les Primetime Emmy Awards du meilleur mixage de son et des meilleurs effets visuels pour une série et a été nommé dans la catégorie du meilleur montage sonore pour une série.